# Phyllolyma mituliformis
Phyllolyma mituliformis är en insektsart som beskrevs av Taylor 1990. Phyllolyma mituliformis ingår i släktet Phyllolyma och familjen rundbladloppor. Inga underarter finns listade i Catalogue of Life.